# Volkovce
Volkovce es un municipio situado en el distrito de Zlaté Moravce, en la región de Nitra, Eslovaquia. Tiene una población estimada, en abril de 2024, de 991 habitantes.

## Demografía
| Año        | 1994 | 2004    | 2014    | 2024    |
| ---------- | ---- | ------- | ------- | ------- |
| Población  | 1014 | 1011    | 1020    | 1006    |
| Diferencia |      | −0,29 % | +0,89 % | −1,37 % |

| Año        | 2023 | 2024    |
| ---------- | ---- | ------- |
| Población  | 1001 | 1006    |
| Diferencia |      | +0,49 % |